# 平田薫 (タレント)
平田 薫（ひらた かおる、1989年12月15日 - ）は、日本の女優、モデル、タレント。
宮城県仙台市出身。日出高等学校卒業、明治学院大学社会学部中退。アミューズ、ソニー・ミュージックアーティスツを経て、株式会社HONEST所属。既婚。2児の母。

## 来歴
2003年に雑誌『CANDy』の第12回モデルオーディションでグランプリに輝き、専属モデルになる。
2004年、『週刊ヤングジャンプ』「制コレ」のメンバーに選ばれ、準グランプリに選出される。
2005年、スーパー戦隊シリーズ『魔法戦隊マジレンジャー』（東映、テレビ朝日）で主人公・小津魁 / マジレッドの高校の同級生、山崎由佳役 を好演、その透明感と屈託のない笑顔で人気を得る。後に2011年の『海賊戦隊ゴーカイジャー』においても、第50話で同役としてゲスト出演している。
2008年に大学進学を果たしたが、仕事との両立が難しくなり、翌年に中退している。その後は女優業を中心に、テレビドラマ、舞台、映画に数多く出演、キャリアを積んでいる。
吉本興業創業100周年プロジェクトとして製作された『R-18文学賞 vol.1 自縄自縛の私』（2013年2月公開）で主演を務め、長編映画初主演。
2018年11月にはTBSテレビ『日立 世界・ふしぎ発見!』に「ミステリーハンター」として初出演。
2019年3月31日付けで長年所属していたアミューズを退社。4月1日付けでソニー・ミュージックアーティスツに移籍。
2025年3月をもって ソニー・ミュージックアーティスツを退所。同年5月1日、株式会社HONESTに所属することを発表。

### 私生活
友人の紹介で知り合った同い年の会社員の一般男性と2018年11月23日に結婚、自身のブログを通じて同日に発表した。
2021年11月、第1子女児出産を報告。2025年4月26日、第2子女児の出産を報告した。

## 人物
- 趣味は手芸・料理、特技はピアノ。好きなスポーツはバスケットボール。
- 乱視で視力（右：0.1、左：0.3）が悪い。ドライアイのため、コンタクトレンズが着用できず普段は裸眼で生活していたが、2010年9月30日付けのブログで眼鏡を購入したことを明かした。
- 2011年3月11日の東日本大震災では仙台市の実家の被災こそ免れたものの、近所で引越しを余儀なくされた世帯などがあったという[5]。震災から2年が経過した2013年3月、写真集『KAORU』発売記念イベント時のインタビューでは「地元の友達が復興にすごく前向きなので、私も頑張らなきゃって気持ちになりますね。少しずつ（震災への思いが）薄れていっているなっていうのも感じますが、機会があるごとに思い出して自分ができることを続けていきたいです」と答えている[12]。
- デビュー当時からずっとロングヘアだったが、2010年に髪をバッサリ切ってショートカットになり、2011年7月にはさらに短く切ってボーイッシュなベリーショートになった[13]。
- 2013年2月、蛭田亜紗子原作で「第7回 女による女のためのR-18文学賞」（2008年）の大賞受賞作品を実写化した映画『R-18文学賞vol.1 自縄自縛の私』（監督：竹中直人）では主役を務めた。ベリーショートの髪型がヒロインのイメージにぴったりと思ったのが、竹中監督が起用した理由だという[14]。「『自縛マニア』であることを隠しながらも、その秘密を通して前向きになっていくOL」を熱演。ヌードシーンや大胆な濡れ場にも果敢に挑み、女優としての新境地を開いた[15]。長回しシーンを撮る必要から「自縛」も4種類ほどマスターしたという[16]。
- ストレス解消法は「テレビ相手の家飲み」で、「ちょっと溜まってきた休み前日の夜」には500mlの缶ビール6缶とワインを買い込んで深酔いし、テレビに話しかけるなど「人には見られたくない」と語っている[16]。

## 出演

### テレビドラマ
- スーパー戦隊シリーズ（テレビ朝日）
  - 魔法戦隊マジレンジャー 第5話 - 第49話（2005年3月13日 - 2006年2月12日） - 山崎由佳 役
  - 海賊戦隊ゴーカイジャー 第50話（2012年2月12日） - 山崎由佳 役
  - 爆上戦隊ブンブンジャー 第31話（2024年9月29日） - 江戸川レイカ 役[17]
- お台場湾岸テレビ（2006年10月18日 - 12月21日、フジテレビ） - ヒロイン・香野かれん 役
- 冗談じゃない! 最終回（2007年6月24日、TBS）
- 週刊 赤川次郎「青春の決算」（2007年7月3日 - 9月25日、テレビ東京） - 主演・安部絹江 役
- 蛙男商会のホラーナイト（2007年8月13日 - 18日、毎日放送） - 主演・唯浦美里 役
- 大河ドラマ 風林火山（2007年、NHK） - 綾姫（今川義元の娘）役
- 世にも奇妙な物語 秋の特別編「未来同窓会」（2007年10月2日、フジテレビ） - 金澤由加里（高校時代）役
- 浅草ふくまる旅館 第2話（2007年1月15日、TBS） - 可奈子 役
- 風の果て（2007年10月18日 - 12月6日、NHK総合） - 女中とも 役
- 紺野さんと遊ぼう（2008年3月7日 - 4月11日、WOWOW） - 藤枝君子 役
- スミレ16歳!!（2008年4月13日 - 6月29日、BSフジ） - 大山蓮華 役
- 枯れオヤジ〜カレセンと呼ばないで〜 第6話（2008年11月16日、BSフジ） - フウカ 役
- トンスラ（2008年10月5日 - 12月18日、日本テレビ） - ユウコ 役
- 赤い糸（2008年12月6日 - 2009年2月28日、フジテレビ） - 川口ミヤビ 役
- ほんとにあった怖い話 「血ぬられた旅館」（2009年2月3日、フジテレビ） - 仲西梨加 役
- 新・警視庁捜査一課9係 第5話（2009年8月5日、テレビ朝日） - 椎名麻里 役
- 猿ロック 第2話（2009年8月6日 - 20日、読売テレビ・日本テレビ） - カオリ 役
- 上野樹里と5つの鞄 第5話「ある朝、ひなたは突然に」（2009年10月1日、WOWOW）- まゆり 役
- おひとりさま 第2話・第8話（2009年10月23日・12月4日、TBS） - 原田さやか 役
- 仮面ライダーW 第33話・第34話（2010年5月2日・9日、テレビ朝日） - 不破夕子 / 須藤雪絵 役
- 豆腐姉妹（2010年8月1日 - 29日、WOWOW） - 設楽あさみ 役
- 農ドル!（2010年9月23日、NHK） - 主演・荒木理央 役
- サイン 第1話（2011年1月19日、毎日放送） - ヨシエ 役
- プロポーズ兄弟〜生まれ順別 男が結婚する方法〜 第4夜「一人っ子が結婚する方法」（2011年2月24日、フジテレビ）
- ドン★キホーテ 第8話（2011年9月3日、日本テレビ） - 内野友子 役
- 深夜食堂（2011年10月21日 - 、毎日放送） - 足立サヤ 役
  - 深夜食堂3（第3部） 第21話 - 第30話（2014年10月20日 - 12月8日、毎日放送）
  - 深夜食堂 -Tokyo Stories-（第4部） 第31話 - 第40話（2016年10月21日 - 12月23日、Netflix）
- 守護神・ボディーガード 進藤輝（TBS） - 長久保吉乃 役
  - 1（2012年6月11日）
  - 2（2013年7月22日）
  - 3（2014年6月9日）
  - 4（2015年7月13日）
- 踊る大捜査線 THE LAST TV サラリーマン刑事と最後の難事件（2012年9月1日、フジテレビ） - 婦警 役
- レジデント〜5人の研修医 第7話（2012年11月29日、TBS） - 橋本亜希 役
- 黒い報告書 女と男の事件ファイルII〈仮面〉 第1の報告書「リア充の女」（2012年12月9日、BSジャパン） - 岡谷真理子 役
- 黒い十人の黒木瞳2「黒い2階の女」（2012年12月29日、NHK BSプレミアム）
- ミエリーノ柏木 第4話・第5話・第8話 - 最終話（2013年2月2日・9日・3月2日 - 30日、テレビ東京） - 夏目ゆみ、カオル 役
- 最高の離婚 (2013年2月7日、フジテレビ) 第5話 - 実里 役
- ラスト♡シンデレラ（2013年4月11日 - 6月20日、フジテレビ） - 柴田春子 役
- 猫侍（2013年10月-12月、東名阪ネット6および5いっしょ3ちゃんねる） - 若菜 役
- 科捜研の女 第13シリーズ 第5話（2013年11月14日、テレビ朝日） - 飯村望 役
- 金曜プレステージ 浅見光彦シリーズ49（2014年1月17日、フジテレビ） - 井上邦香 役
- 木曜時代劇 吉原裏同心（2014年6月26日 - 9月18日、NHK総合） - お芳 役
  - 正月時代劇 吉原裏同心〜新春吉原の大火〜（2016年1月3日、NHK総合）
- おやじの背中 第7話「よろしくな。息子」（2014年8月24日、TBS） - 藤沢由加 役
- 女はそれを許さない 第8話（2014年12月9日、TBS） - 桑畠美保 役
- ウロボロス〜この愛こそ、正義。（2015年1月16日 - 3月20日、TBS） - 御手洗カオル 役
- ワイルド・ヒーローズ（2015年4月19日 - 6月21日、日本テレビ） - 林田ももよ 役
- 土曜プレミアム 一千兆円の身代金（2015年10月17日、フジテレビ） - 中川遥 役
- HiGH&LOW〜THE STORY OF S.W.O.R.D.〜（2015年10月21日 - 12月23日、日本テレビ） - 美保 役
- 別れたら好きな人 第20話（2015年10月26日 - 11月27日、東海テレビ） - 裕子 役
- ウルトラマンX 第15話（2015年11月3日、テレビ東京） - 神木裕美 役
- マネーの天使〜あなたのお金、取り戻します!〜 第9話（2016年3月3日、読売テレビ） - 仲川えりか 役
- 私 結婚できないんじゃなくて、しないんです（2016年4月15日 - 6月17日、TBS） - 前原玲奈 役
- コールドケース 〜真実の扉〜（WOWOW） - 石川沙耶 役
  - コールドケース〜真実の扉〜（2016年10月22日 - 12月24日）
  - コールドケース2〜真実の扉〜（2018年10月13日 - 12月15日）
  - コールドケース3〜真実の扉〜 最終話（2021年2月13日）
- 信濃のコロンボ 第5作「「信濃の国」殺人事件」（2017年11月20日、テレビ東京） - 入江紀子 役
- アンナチュラル 第4話（2018年2月2日、TBS） - ミコトの友達 役
- ホリデイラブ 第3話 - 第5話（2018年2月9日 - 23日、テレビ朝日）
- 正義のセ 第3話・第6話（2018年4月25日・5月16日、日本テレビ） - 笹原順子 役
- 隣の男はよく食べる 第7話（2023年5月25日、テレビ東京） - 大河内絵里 役
- いちばんすきな花 第2話（2023年10月19日、フジテレビ） - 里奈 役[18]

### 映画
- 緋音町怪絵巻（2005年） - コマキ 役
- 魔法戦隊マジレンジャー THE MOVIE インフェルシアの花嫁（2005年9月3日公開、東映） - 山崎由佳 役
- アヒルと鴨のコインロッカー（2006年） - 仙台弁の書店員 役
- 幸福な食卓（2007年1月27日公開、松竹）
- うん、何?（2008年5月17日公開、護縁） - 神在久美子 役
- 魁!!男塾（2008年1月26日公開、ゼアリズエンタープライズ） - エリカ 役
- 赤い糸（2008年12月20日公開、松竹） - 川口ミヤビ 役
- TEAM NACS FILM N43°「神居のじいちゃん」（2009年） - 高野由美 役
- すべては海になる（2010年1月23日公開、東京テアトル）
- マリア様がみてる（2010年11月6日公開、ジョリー・ロジャー / リバプール / メ〜テレ） - 水野蓉子 役
- GANTZ PERFECT ANSWER（2011年4月23日公開、日本テレビ / 東宝） - 地下鉄の乗客 役
- TSY タイムスリップヤンキー（2012年） - 大海潤子 役
- るろうに剣心（2012年8月25日公開、ワーナー・ブラザース映画） - 関原妙 役
- 踊る大捜査線 THE FINAL 新たなる希望（2012年9月7日公開、ROBOT） - 婦警 役
- R-18文学賞vol.1〜自縄自縛の私〜（2013年） - 主演
- 陽だまりの彼女 (2013年10月12日)
- 潔く柔く（2013年10月26日公開、東宝） - 千家百加 役
- さよならケーキとふしぎなランプ（2014年4月26日、ブラウニー） - ヒロイン・波奈美あき 役[19][20][21][22][23]
- 深夜食堂（2015年1月31日公開、東映） - 足立さや 役
- 原宿デニール （2015年5月) - ソラ 役
- 海街diary (2015年6月13日)
- 風のたより（2015年12月、向井宗敏監督）
- 俳優 亀岡拓次（2016年1月30日公開、横浜聡子監督） - 町娘 役
- HiGH&LOW〜THE STORY OF S.W.O.R.D.〜（2016年） - 美保 役
- 続・深夜食堂 （2016年11月5日） - 足立さや 役
- 鋼の錬金術師（2017年12月1日公開、ワーナー・ブラザース映画） - トリシャ・エルリック 役
- デッドエンドの思い出（2019年2月16日公開、アーク・フィルムズ / シネマスコーレ） - アヤ 役
- 桜咲く頃に君と （2019年10月)
- るろうに剣心 最終章 The Final（2021年4月23日公開、ワーナー・ブラザース映画） - 関原妙 役

### ネット配信
- オンライン演劇「スーパーフラットライフ」（2021年4月3日・4日配信開始、LINE LIVE-VIEWING） - 大澤トモコ 役[24]
- イヤードラマ「それぞれの卒業」（2023年3月15日配信開始、NUNA） - ヒロイン・マツオカ（姫川美姫）役

### 舞台
- ルドビコ★vol.5 「ROMEO -午前0時の訪問者-」（2009年9月30日 - 10月6日、全労済ホール スペース・ゼロ）
- 少年社中第23回公演 「ネバーランド」（2010年6月23日 - 27日、青山円形劇場）
- 遥かなる時空（とき）の中で2（2011年6月3日 - 12日、全労済ホール スペース・ゼロ）
  - 再演（2012年5月30日 - 6月3日、全労済ホール スペース・ゼロ）
- 夏の夜の夢〜から騒ぎの森〜（2011年7月26日 - 31日、築地本願寺ブディストホール）
- テトラクロマット 第2回公演「花の下にて」（2014年12月11日 - 14日、東京芸術劇場 シアターウエスト） - 連鶴 役
- Takayuki Suzui Project OOPARTS Vol.4「天国への階段」（2017年7月 - 8月、サンシャイン劇場 / 梅田芸術劇場 シアタードラマシティ / 道新ホール / 電力ホール / まつもと市民芸術館）

### 携帯ドラマ
- L et M わたしがあなたを愛する理由、そのほかの物語（2012年、BeeTV）

### バラエティ・情報番組
- 恋するハニカミ!（2006年1月6日 - 2007年1月2日、TBS） - 4代目アシスタント
- エコラボ〜もったいない博士の異常な愛情（2007年、フジテレビ）
- ZIP!（2013年4月8日 - 2014年3月28日、日本テレビ） - 川柳女子・OL役
- 聞きこみ!ローカル線 気まぐれ下車の旅（BSジャパン） - 旅人
  - 島原鉄道篇（2014年10月6日） - 津田寛治と共に出演
  - 野岩鉄道篇（2015年2月16日） - パンチ佐藤と共に出演
  - IGRいわて銀河鉄道篇（2015年7月13日） - 渡部陽一と共に出演
- 出発!気ままに趣味旅 〜カメラの旅〜「秋の北海道を巡る 絶品 絶景 函館本線の旅」（2015年10月11日、BSジャパン） - 金子貴俊・矢野直美と共に出演
- 出発!ローカル線 聞きこみ発見旅（BSジャパン） - 旅人
  - 大井川鐵道 大井川本線・井川線篇（2016年5月15日） - ドン小西と共に出演
  - JR水郡線篇（2016年11月7日） - 前園真聖と共に出演
  - 銚子電気鉄道篇（2017年4月17日） - 把瑠都と共に出演
  - 道南いさりび鉄道篇（2018年2月19日） - 敦士と共に出演

### CM
- ベネッセ 進研ゼミ中学講座（2004年）
- モスバーガー『パオチキン』（2005年）
- テクモ 影牢II（2005年）
- KDDI『au by KDDI 着うたフル〜街のあかり〜』（2005年）
- DENSO『センシングシステム〜少女編〜』（2006年）
- DELLコンピューター（2006年）
- Friend-Ship Project 〜卒業旅行編〜（2007年）
- ジョンソン・エンド・ジョンソン『アキュビュー アドバンス』ダンス編（2007年） - リコ 役
- コナミ『実況パワフルプロ野球ポータブル3』失恋編（2008年）
- 毎日放送『サントリー1万人の第九』合唱参加者募集（2008年）
- 小林製薬『アイボン』（2009年）
- 台湾セブン-イレブン「關東煮」（2009年）
- パナソニック（2010年）
- Yahoo! 検索サイト（2011年）
- Hotto Motto「デミハンバーグ弁当」（2013年）
- 花王『トイレマジックリンスプレーAROMA』（2013年） - 平岡祐太と夫婦役で共演。2人でCMソングも歌っている[25]。
- 東京ガス 「家族の絆 やめてよ」篇（2016年）

### PV
- グループ魂「君にジュースを買ってあげる」 - ヒロイン 役
- Every Little Thing「恋をしている」
- RYTHEM「Bitter & Sweet」
- ゆず「うまく言えない」
- ゴーストノート「アマノガワ」
- Safarii「サヨナラ〜もうあなたに帰らない〜」
- Aimer 「茜さす」
- Takeshi Iwamoto 「PRIM」

### その他
- イブニング・ニュース TBC（2006年1月、東北放送）
- 福山雅治のオールナイトニッポンサタデースペシャル魂のラジオ（2014年2月15日） - 大童貞祭イメージガールとして出演
- FMシアター「幽霊シッター」（2019年9月14日）

## 出版物

### 書籍・写真集
- ムック写真集『制コレISM04』（2006年1月19日、集英社）ISBN 978-4081020607
- 1st写真集『薫風〜君といた季節〜』（2006年7月20日、ワニブックス、撮影：西田幸樹）ISBN 978-4847029486
- 週刊アスキーMOOK『H1O ヘイセイ1ネンノオンナノコ』（2007年7月28日、アスキー）ISBN 978-4-7561-4963-3
- 2nd写真集『卒業』（2008年4月30日、ワニブックス、撮影：西田幸樹） ISBN 978-4847040825
- 『卒業アルバム SCHOOL GIRLS 2006〜2008』（2008年8月20日、玄光社）ISBN 978-4-7683-0270-5
- 3rd写真集『KAORU』（2013年2月27日、ワニブックス、撮影：舞山秀一） ISBN 978-4847045325

### DVD
- 『卒業DVD』（2008年7月25日、ワニブックス）
- 『喧嘩番長〜フルスロットル〜』（2010年2月3日、リバプール）
- 『はたちの旅立ち』（2010年3月24日、リバプール）
- 『もう会えなくなるなんて…』（2010年10月29日、リバプール）

### 雑誌専属モデル
- ティーン誌『CANDy』（白泉社）専属